# 641

## Události
- arabský vojevůdce Amr ibn al-Ás dobyl Egypt a přinesl zde islám

## Úmrtí
- 11. únor – Herakleios, byzantský císař (* 575)
- 25. květen – Konstantin III., byzantský císař (* 3. květen 612)
- 17. listopad – Džomei, japonský císař (* 593)
- Heraklonas, byzantský císař (* 626)

## Hlavy států
- Papež – Jan IV. (640–642)
- Sámova říše – Sámo (623–659)
- Byzantská říše – Herakleios (610–641) » Konstantin III. (únor–květen) a Heraklonas (únor–září) » Konstans II. (641–668)
- Franská říše
  - Neustrie & Burgundsko – Chlodvík II. (639–658)
  - Austrasie – Sigibert III. (634–656)
- Chalífát – Umar ibn al-Chattáb (634–644)
- Anglie
  - Wessex – Cynegils (611–641/643) » Cenwalh (641/643–645)?
  - Essex – Sigeberht I. Malý (617–653)
  - Mercie – Penda (633–655)
- První bulharská říše –  Kuvrat (630–641/668)